# Pterolepis adolphorum
Pterolepis adolphorum is een rechtvleugelig insect uit de familie sabelsprinkhanen (Tettigoniidae). De wetenschappelijke naam van deze soort is voor het eerst geldig gepubliceerd in 1988 door Galvagni.